# Klaus Schmider
Klaus Schmider (* 1966) ist ein deutscher Militärhistoriker.

## Leben
Klaus Schmider studierte an der Universität Mainz Mittlere und Neuere Geschichte, Politikwissenschaft und Öffentliches Recht. Im Jahre 1994 lieferte er seine Magisterarbeit mit dem Thema Das erste Kriegsjahr im Mittelmeerraum 1940–1941 ab. Seit Mai 1999 arbeitet er im War Studies Department der Royal Military Academy Sandhurst in Camberley, Großbritannien als Senior Lecturer. Im Jahr 2001 promovierte er bei Winfried Baumgart in Mainz mit der Arbeit Der Partisanenkrieg in Jugoslawien 1941–1944, 2006 im Austausch mit der Academia de Guerra del Ejército de Chile und 2017 mit dem Virginia Military Institute in Lexington, Virginia. Er ist Ko-Author von Band 8 der Weltkriegsreihe des ZMSBW (vormals MGFA).

## Schriften (Auswahl)
- Der Partisanenkrieg in Jugoslawien 1941–1944. Hamburg – Berlin – Bonn 2002. ISBN 978-3-8132-0794-1
- Das Deutsche Reich und der Zweite Weltkrieg, Die Ostfront 1943/44 – Der Krieg im Osten und an den Nebenfronten, S. 1008–1088
- Hitler’s fatal miscalculation: why Germany declared war on the United States (Cambridge University Press, Januar 2021)